# Camelus grattardi
Il cammello di Grattard (Camelus grattardi) è un mammifero artiodattilo estinto, appartenente ai camelidi. Visse tra il Pliocene superiore e il Pleistocene inferiore (circa 2,8 - 1,8 milioni di anni fa) e i suoi resti fossili sono stati ritrovati in Etiopia.

## Descrizione
Questo camelide era molto simile alle specie attuali del genere Camelus, e la taglia doveva essere simile a quella dell'attuale cammello della Battriana (Camelus bactrianus). A differenza di cammelli e dromedari attuali, tuttavia, Camelus grattardi era dotato di molari molto larghi e di un quarto premolare stretto e lungo. Il margine anteriore del ramo mandibolare, inoltre, era più obliquo, mentre l'omero era più cilindrico. 

## Classificazione
Camelus grattardi venne descritto per la prima volta nel 2014 da Denis Geraads, sulla base di resti fossili ritrovati nella valle dell'Omo, in Etiopia, nella formazione Shungura (Pliocene superiore - Pleistocene inferiore). Questa specie di cammello estinto non è immediatamente avvicinabile alle due specie di cammelli attuali, e quindi si suppone che gli antenati di cammello e dromedario vadano cercati in forme ancora sconosciute del Pliocene africano o asiatico. 